# Чокобо
Чокобо (яп. チョコボ текобо) — вигадана істота з франшизи Final Fantasy, великий їздовий птах, схожий на курча чи фороракоса, залежно від конкретного твору. Зустрічається в більшості відеоігор серії Final Fantasy, настільних іграх, аніме та супутній продукції. Вперше чокобо з'явилися в Final Fantasy II і з того часу так чи інакше присутні в усіх іграх серії. Крім того чокобо є головними героями серії спін-офів Final Fantasy Chocobo Series.

## Дизайн
Зазвичай чокобо зображуються у вигляді птахів з жовто-помаранчевим оперенням, великими крилами, довгими шиями і трипалими ногами. В пізніших іграх найпоширенішою породою став жовтий різновид чокобо, і були введені інші види чокобо, що відрізняються різним кольором оперення. Колір вказує на характеристики птаха, корисні для персонажів.
Місцем проживання чокобо найчастіше є так звані ліси чокобо (англ. Chocobo Forest), улюбленими ласощами є зелень гізал (англ. Gysahl Greens), якою їх можна приманити. Крім звичайних чокобо, існують товсті (англ. Fat Chocobo), які користуються великим авторитетом серед родичів і часто бувають ватажками зграї. Вони до того ж володіють людською мовою і деякими магічними здібностями.

## Роль в іграх
В основній серії Final Fantasy чокобо замінюють коней: використовуються для верхової їзди і як тяглова сила. Також зустрічаються перегони на чокобо. Різні породи мають різну прохідність. Так, в четвертій частині жовті чокобо слугують для переміщення по суші, білі повністю відновлюють очки магії (MP) героя, чорні можуть літати по всій карті, за винятком гір. У сьомий і дев'ятий частинах гри жовтий чокобо може проїхати лише по суші, блакитний — проплисти по мілководдю, синій — плаває де завгодно, зелений/червоний — піднятися на гору, золотий — може літати по всій карті (приземлятися і злітати можна тільки в лісових зонах). Під час їзди на чокобо на вершників не можуть нападати місцеві звірі, чудовиська. З чокобо традиційно пов'язані різні міні-ігри та побічні завдання, наприклад в дев'ятій частині гри квест чокобо впливає на ранг шукача скарбів у персонажа.
Також з ними пов'язана характерна музична тема, написана Нобуо Уемацу, в різних іграх представлена в численних варіаціях, що закінчуються словосполученням «de Chocobo».

## Інше
- У вересні 2004 року вийшов журнал «Dragon», в якому були опубліковані правила використання двох різновидів чокобо — жовтих і чорних — в настільній грі Dungeons & Dragons.
- Назва «чокобо», можливо, пов'язана з назвою японського шоколадного солодового батончика «Chokõbo».
- За деякими даними, прообразом чокобо є істоти з мультфільму Хаяо Міядзакі «Наусіка з Долини Вітрів», звані «кінськими кігтями» (англ. horseclaws)[1].
- У MMORPG Ragnarök Online є істота Peco-peco, прообразом якого явно є чокобо.